# 王林森
王林森（1947年5月—），中华人民共和国政治人物，江西樟树人。中国共产党党员。

## 生平
湘潭大学中文系秘书专业在职大学毕业，大学文化程度。历任中共湖南省湘乡县委副书记、湘乡市委书记，中共湖南省委政策研究室副厅级政研员，江西省委办公厅秘书、副主任，吉安地委副书记、行署专员、地委书记、市委书记:1848-1850、市人大常委会主任，江西省委统战部部长等职。2002年1月当选江西省政协副主席。